# Тапір центральноамериканський
Центральноамерика́нський тапі́р або тапір Бейрда (Tapirus bairdii) — один із трьох видів тапірів, знайдених в Латинській Америці.

## Різні імена
Він також називається на честь Американського натураліста W.M. Baird, який подорожував Мексикою в 1843 і спостерігав за тваринами. Проте, вид вперше задокументувався іншим американським натуралістом, W. T. White.

## Зовнішній вигляд і характеристики

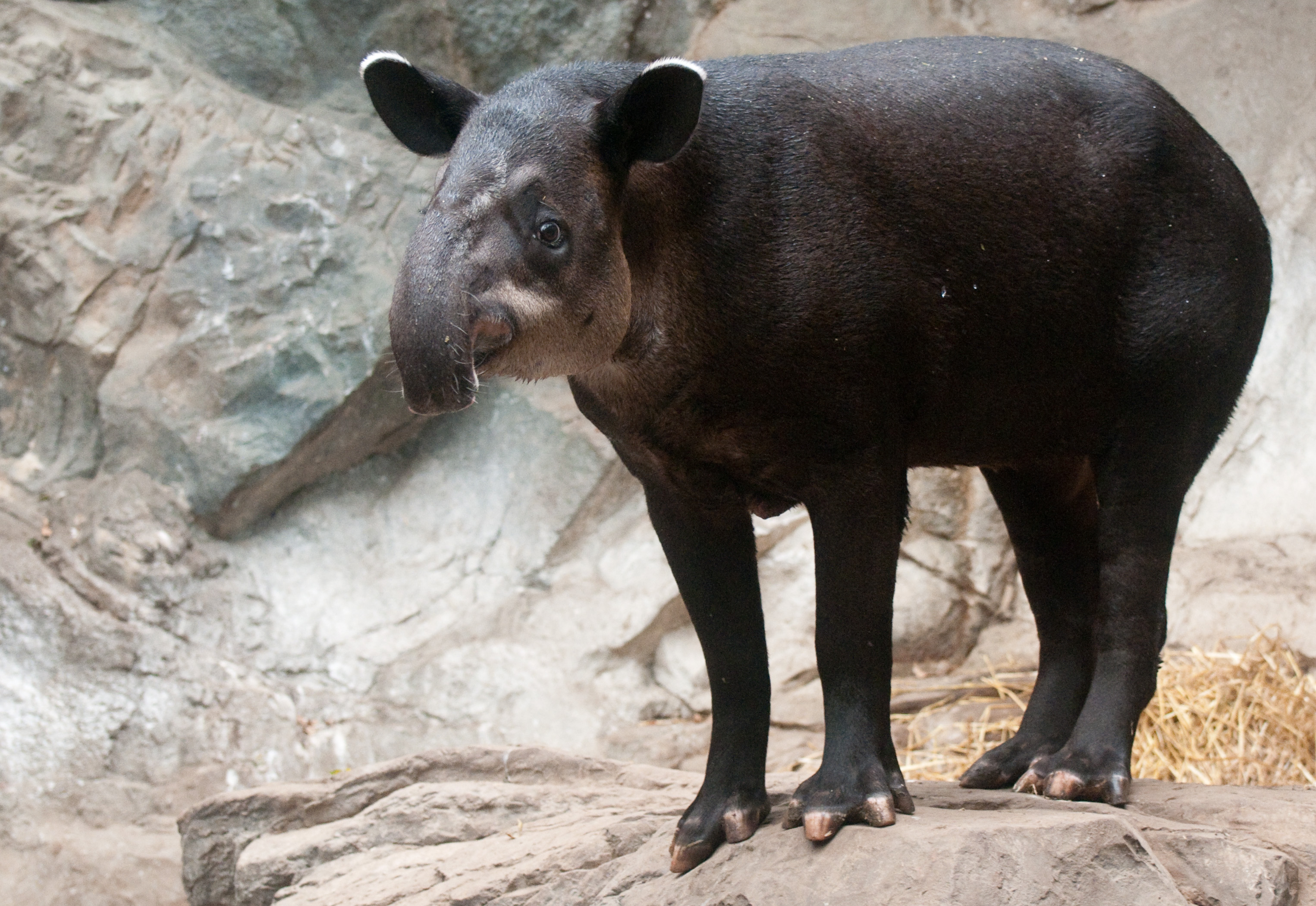
Центральноамериканський тапір

Центральноамериканський тапір має характерне забарвлення кремового кольору, на його обличчі, горлі та по темній плямі на кожній щоці, ззаду та нижче за оком. Решта частини його шерсті — темно-коричневого або сірувато-коричневого забарвлення. Тварина є найбільшою з трьох американських різновидів і, фактично, найбільшим сухопутним ссавцем, знайденим у пустелі від Мексики до Південної Америки. Центральноамериканські тапіри зазвичай доростають 2 метрів в довжину і 1,2 метрів у висоту, а дорослі важать від 240 до 400 кілограмів. Подібно до інших видів тапірів, вони мають маленькі коренасті хвости та довгі, гнучкі хоботи. Вони мають чотири пальці на передніх ногах і три пальці на задніх ногах.

## Спосіб життя
Період вагітності становить приблизно 400 днів, після чого народжується одне маля (великий приплід надзвичайно рідкісний). Малюки, як і в усіх інших видів тапіра, мають червонувато-коричневу шерсть з білими плямами та смугами, камуфляж, який надає їм чудовий захист в плямистому світлі лісу. Цей зразок кінець кінцем зникає при досягненні дорослого віку.
Протягом першого тижня їх життя, малята центральноамериканського тапіра сховані в затишних схованках, при добуванні матерями корму для їжі вони повертаються періодично, щоб няньчити малечу, але після цього вони повинні слідувати за своєю матір'ю в пошуках їжі. У трьохтижневому віці молодь здатна плавати. Відривання від материнського молока відбувається через один рік, і статева зрілість зазвичай настає від шести до дванадцяти місяців пізніше. Центральноамериканські тапіри можуть жити протягом понад тридцяти років.

## Поведінка
Центральноамериканський тапір, можливо, активний протягом усіх годин, але перш за все він — нічна тварина. Він харчується листям і плодами, використовуючи прокладені ним стежки, які нагадують зигзаг через товстий підлісок лісу. Тварина зазвичай залишається близько водойми і насолоджується плаванням особливо в гарячі дні.

## Житло
Центральноамериканський тапір зустрічається в густих джунглях Центральної Америки, зокрема південно-східної Мексика, Беліз, Гватемала, Гондурас, Коста-Рика, Нікарагуа, Панама, і, можливо, Колумбія і Еквадор. Тварина може бути знайдене на таких висотах як 3 350 метрів.